# Молли Магвайрс
«Молли Магвайрс» — существовавшее в XIX веке тайное общество ирландских по происхождению шахтёров на угольных шахтах.

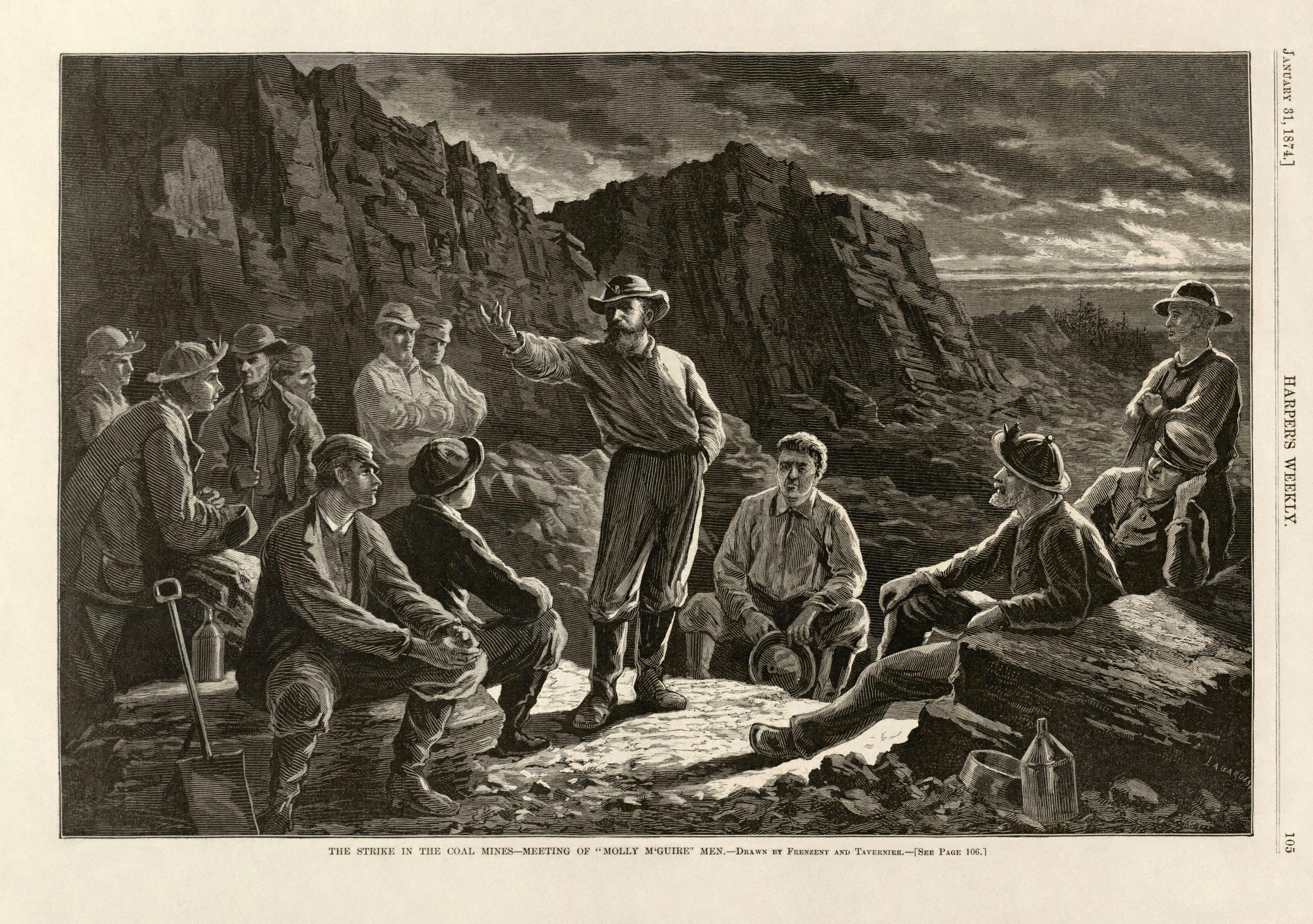
Собрание членов Молли Магвайрс для обсуждения атак на угольные шахты в Пенсильвании. Иллюстрация в журнале Harper’s Weekly, 1874

## Молли в Ирландии
Молли Магуайрс возникла в Ирландии, где тайные общества с такими именами, как Whiteboys и Peep o 'Day Boys были обычным явлением начиная с 18-го века и на протяжении большей части 19-го века. В некоторых областях термины «Рибменмен» и «Молли Магуайрс» использовались для аналогичной активности, но в разное время. Основное различие между ними, по-видимому, заключается в том, что ленточники считались «светскими, космополитическими и протонационалистскими», а Молли Магуайрес — «сельской, местной и гэльской».
Аграрное восстание в Ирландии может быть связано с местными проблемами и обидами, связанными с землепользованием, особенно в связи с тем, что традиционная социально-экономическая практика, такая как мелкомасштабное выращивание картофеля, была вытеснена ограждением и выпасом земель. Аграрное сопротивление часто принимало форму разрушения заборов, ночной вспашки пахотных земель, которые были превращены в пастбища, и убийства, увечья или изгнание скота. В тех районах, где земля уже давно отводилась под небольшие договоры аренды сельскохозяйственных земель в сельском хозяйстве, называемые conacre, оппозиция воспринималась как «карательная справедливость», предназначенная для «исправления преступлений против традиционных моральных и социальных норм».
Жертвами аграрного насилия часто становились ирландские земельные агенты, посредники и арендаторы. Торговцы и мельники часто подвергались угрозам или нападениям, если их цены были высокими. Агенты домовладельцев подвергались угрозам, избиениям и убийствам. Новые арендаторы на землях, обеспеченных выселением, также стали целями. Местные лидеры, как сообщалось, иногда одевались как женщины, то есть как матери, просящие пищу для своих детей. Лидер может подойти к кладовщику и потребовать пожертвования муки или продуктов. Если владелец магазина не предоставит, Mollies войдут в магазин и возьмут то, что они хотят, предупреждая владельца о тяжелых последствиях, если будет сообщено об инциденте.
В то время как Whiteboys носили белые льняные платья поверх своей одежды, Молли чернили лица обожженной пробкой. Есть сходство — особенно в потемнении лица и в надевании женской одежды — с практикой мумии, когда праздничные дни отмечались муммерами, которые путешествовали от двери к двери, требуя еды, денег или напитков в качестве платы за выступление. The Threshers, Peep o 'Day Boys, Lady Rocks (происходящие от Captain Rock и Rockite motion) и Lady Clares также иногда маскировались под женщин. Подобные изображения использовались во время беспорядков Ребекки в Уэльсе.
Британские и ирландские газеты сообщали о Mollies в Ирландии в девятнадцатом веке. Томас Кэмпбелл Фостер в «Таймс» 25 августа 1845 года проследил начало «Молли магуйеризма» от лорда Лортона, изгнавшему жильцов в Баллинамуке, графство Лонгфорд, в 1835 году.
«Обращение Молли Магуайр к ее детям», содержащее двенадцать правил был опубликован в «Журнале Фримена» 7 июля 1845 года. Человек, выступавший с заявлением, называл себя «Молли Магуайр» из «Рощи Магуайра, прихода Клоуна» в графстве Литрим.
- Строго придерживайтесь земельного вопроса, не давая ни одному арендодателю больше справедливой стоимости.
- Аренда не оплачивается до сбора урожая.
- Не поддавайтесь даже там, где цена земли очень высока.
- Никаких подрывов арендаторов, а также судебные приставы не должны быть оплачены.
- Нельзя уходить из арендаторов, если только два года арендной платы не будут отсрочены.
- Помогайте всем возможным, доброму арендодателю, в получении его арендной платы.
- Берегите и уважайте хорошего хозяина и хорошего агента.
- Избегайте путешествий ночью.
- Не берите оружия ни днем, ни ночью ни у кого, так как от таких поступков рождается несчастье, руки — это все, что вам когда-либо понадобится.
- Избегайте контактов с военными или полицией; они делают только то, что не может нам помочь.
- Нет различий между людьми по религиозному принципу; оценку человеку нужно давать по его действиям.
- Пусть прошлое будет прошлым, за исключением особых случаев; ждите, когда придет время.

## Молли в Соединённых Штатах
Организация Молли Магуайер действовала в районах антрацитовых угольных полей Пенсильвании по крайней мере со времён биржевого краха 1873 года вплоть до её падения вследствие серии арестов, судов и казней, состоявшихся в период с 1876 по 1878 год. Члены Молли Магуайер были обвинены в убийствах, поджогах, похищениях и других преступлениях на основании заявлений президента Пенсильванской железной дороги Франклина Гоуэна и свидетельств Джеймса МакПарланда (известного также как Джеймс Мак парланд), частного детектива из агентства Пинкертона, сумевшего внедриться в организацию. Против подсудимых использовались показания их сокамерников, которые были арестованы частной полицией Coal and Iron Police, состоявшей на содержании у Гоуэна. Сам Гоуэн на некоторых из процессов выступал как прокурор.
Целью трестов было провести наказание над Молли Магуайер как над уголовниками. Информация, поступавшая от детективов агентства Пинкертона, предназначалась только для агентства и его клиентов, крупнейших собственников региона, которые в свою очередь организовывали ополченцев, замешанных в убийствах людей и семей, заподозренных в причастности к Молли. История Молли Магуайер с одной стороны представляется как разгром тайного движения, мотивируемого персональной местью, с другой стороны как борьба между организованными рабочими и крупным промышленным капиталом. Членство в Молли совмещалось с членством в профсоюзе, что оставляет обе гипотезы открытыми.

### История

#### Кризис 1873 года
Экономический кризис 1873 года, вызванный перепроизводством, биржевым крахом и снижением денежной массы, повлёк за собой депрессию, продолжавшуюся с 1873 по 1879 год и ставшую одной из наиболее жестоких в истории американской экономики. К 1877 около пятой части трудоспособного населения была полностью лишена работы, две пятых работали не более шести-семи месяцев в году, и лишь одна пятая была полностью занята. Профсоюзные деятели озлобленно смотрели на управляющих железных дорог, которые разъезжали по стране в роскошных частных вагонах и в то же время заявляли о невозможности выплатить заработную плату голодающим рабочим.

#### Владельцы шахт против профсоюзов
Франклин Б. Гоуэн, президент железной дороги Филадельфии и Рединга, а также компании Philadelphia and Reading Coal and Iron и «самый богатый владелец антрацитовой угольной шахты в мире», нанял Аллана Пинкертона для работы с Молли. Пинкертон выбрал Джеймса МакПарланда (иногда называемого МакПарланом), уроженца графства Арма, чтобы под прикрытием выступить против Молли. Используя псевдоним «Джеймс МакКенна», он сделал Шенандоаего штаб-квартира и утверждал, что стал доверенным членом организации. Его задачей было собрать доказательства заговоров об убийствах и интригах и передать эту информацию своему менеджеру Пинкертона. Он также начал тайно работать с агентом Пинкертона, назначенным в Угольную и железную полицию, с целью координации возможного ареста и судебного преследования членов Молли Магуайров. Хотя между 1863 и 1867 годами в округе Шуйлкилл было совершено пятьдесят «необъяснимых убийств» расследование продвигалось медленно. Было «затишье на всей территории, нарушаемое лишь незначительными перестрелками». МакПарланд писал: "Я устал от этого. Кажется, я не продвигаюсь.
Союз стал могущественным; присоединились тридцать тысяч членов — восемьдесят пять процентов горняков антрацита Пенсильвании. Но Гоуэн построил свою собственную комбинацию, объединив всех операторов шахт в ассоциацию работодателей, известную как Anthracite Board of Trade. Помимо железной дороги, Гоуэну принадлежало две трети угольных шахт на юго-востоке Пенсильвании. Он был рискованным и амбициозным человеком. Гоуэн решил устроить забастовку и вскрыть карты.

#### Самосуды
Один из животрепещущих вопросов для современных ученых — это отношения между Товариществом благотворителей рабочих (WBA), Молли и их предполагаемой организацией прикрытия, Древним Орденом Хибернианцев . Историк Кевин Кенни отмечает, что все осужденные были членами AOH. Но «сами Молли Магуайры не оставили практически никаких доказательств своего существования, не говоря уже о своих целях и мотивации». Опираясь на свои личные знания, прежде чем начать расследование, МакПарланд полагал, что Молли Магуайерс, находясь под давлением своей деятельности, взяли новое название — «Древний Орден Хибернианцев» (AOH). После начала расследования он подсчитал, что в округе Шуйлкилл было около 450 членов AOH.
Хотя Кенни отмечает, что AOH была «мирным братским обществом», он все же отмечает, что в 1870-х годах агентство Пинкертона выявило корреляцию между областями членства AOH в Пенсильвании и соответствующими областями в Ирландии, из которых эмигрировали эти конкретные ирландские иммигранты. Зоны насилия в Ирландии соответствовали зонам насилия на угольных месторождениях Пенсильвании. В своей книге Big Trouble , которая прослеживает историю МакПарланда, писатель Дж. Энтони Лукас написал: "WBA находилась в ведении Ланкашира.мужчины категорически против насилия. Но [Гоуэн] увидел возможность изобразить союз кистью Молли, что он и сделал в показаниях перед государственным следственным комитетом … "Я не обвиняю в этом благотворительную ассоциацию рабочих, но я говорю, что есть ассоциация, которая голосует. тайно, ночью, эти человеческие жизни будут отняты … Я не виню эту ассоциацию, но я виню другую ассоциацию в том, что она делает это; и случается, что расстреливают только тех, кто осмеливается не подчиняться требованиям Благотворительного общества рабочих ".

Из 450 членов AOH, по оценкам агента Пинкертона МакПарленда, проживавших в округе Шуйлкилл, около 400 принадлежали к профсоюзу. Молли Магуиризм и полноценный тред-юнионизм представляли принципиально разные способы организации и протеста. Кенни отметил, что одна современная организация, Бюро промышленной статистики Пенсильвании, четко различает профсоюз и насилие, приписываемое Молли Магуайерс. Их отчеты показывают, что насилие можно проследить до времен Гражданской войны, но что за пять лет существования WBA «отношения, существующие между работодателями и работниками», значительно улучшились. Бюро пришло к выводу, что профсоюз положил конец «преступному карнавалу». Кенни отмечает, что лидеры WBA «всегда недвусмысленно выступали против» Молли Магуайерс. 
Большинство ирландских горняков принадлежали к WBA, и примерно половина членов его исполнительного совета в 1872 году носили ирландские фамилии. Но, в дополнение к WBA, существовала слабо организованная группа людей под названием Молли Магуайрс, члены которой, судя по всему, были исключительно ирландцами … Оба способа организации … пытались улучшить условия жизни и труда в антраците. область, край. Но стратегия профсоюзов была косвенной, постепенной, мирной и систематически организованной по всему антрацитовому региону, в то время как стратегия Молли Магуайров была прямой, насильственной, спорадической и ограничивалась конкретным местом. 
Кенни отмечает, что между шахтерами английского и валлийского происхождения, которые занимали большинство квалифицированных должностей, и массой неквалифицированных ирландских рабочих часто возникали трения. Однако, несмотря на такие различия, WBA предложила решение и по большей части «проделала замечательную работу» по преодолению таких различий. 
Все горняки, независимо от статуса профессии, национального происхождения и вероисповедания, имели право вступить в WBA. В результате многие из его рядовых членов были членами AOH, и есть свидетельства того, что некоторые недовольные члены профсоюзов поддерживали насилие против воли своих лидеров, особенно в решающий 1875 год. Но среди них не было Молли. лидеры WBA, которые использовали любую возможность, чтобы осудить Молли Магуайерс и использование насилия в качестве стратегии в трудовой борьбе. Хотя членство в профсоюзе и тайном обществе, несомненно, в некоторой степени пересекалось, их следует рассматривать как идеологически и институционально разные. 

#### Казни
21 июня 1877 года шестеро мужчин были повешены в тюрьме в Поттсвилле и четверо — в Мауч-Чанке, графство Карбон . В тюрьме округа Карбон возведен эшафот . Государственное ополчение штыками окружило тюрьмы и эшафоты. Прибыли шахтеры с женами и детьми из окрестностей, гуляя всю ночь, чтобы почтить память обвиняемых, и к девяти часам «толпа в Поттсвилле растянулась, насколько можно было видеть». Семьи молчали, что было «способом людей отдать дань уважения» погибшим. Престарелый отец Томаса Манли прошел более 10 миль (16 км) от Гилбертона.чтобы заверить сына, что он верит в свою невиновность. Жена Манли прибыла через несколько минут после того, как они закрыли ворота, и они отказались открыть их даже для близких родственников, чтобы попрощаться с ними в последний раз. Она кричала от горя на ворота, бросаясь к ним, пока не рухнула, но ей не разрешили пройти. Четверо (Александр Кэмпбелл , Джон «Желтый Джек» Донахью, Майкл Дж. Дойл и Эдвард Дж. Келли) были повешены 21 июня 1877 года в тюрьме округа Карбон в Мауч-Чанке (переименованной в Джим Торп в 1953 году) за убийство Джона. П. Джонс и Морган Пауэлл, оба начальника шахты, после судебного разбирательства, которое позже описал судья округа Карбон Джон П. Лавелль, следующим образом:
Суд над Молли Магуайр был отказом от государственного суверенитета. Частная корпорация инициировала расследование через частное детективное агентство. Частные полицейские силы арестовали предполагаемых защитников, а частные поверенные угольных компаний привлекли их к ответственности. Государство предоставило только зал суда и виселицу. 
Кэмпбелл, как раз перед казнью, якобы оставил грязный отпечаток руки на стене своей камеры, заявив: «Есть доказательства моих слов. Этот мой след никогда не будет стерт. Я навсегда останусь позором для округа за повешение невиновного человека». Дойла и Хью МакГихана вывели на эшафот. За ними последовали Томас Манли, Джеймс Кэрролл, Джеймс Рорити, Джеймс Бойл, Томас Даффи, Келли, Кэмпбелл и «Желтый Джек» Донахью. Судья Дреер председательствовал на судебных процессах. Еще десять осужденных, Томас Фишер, Джон «Блэк Джек» Кехо, Патрик Хестер, Питер МакХью, Патрик Талли, Питер Макманус, Деннис Доннелли, Мартин Берган, Джеймс МакДоннелл и Чарльз Шарп, были повешены в Моч-Чанке, Поттсвилле, Блумсберге и Санбери. следующие два года. Питер Макманус был последней Молли Магуайр, которую судили и осудили за убийство в здании суда графства Нортумберленд в 1878 году.

#### Последствия
Когда спустя два года после суда над Молли профсоюз помог избранию Теренса Паудерли в мэры Скрантона (Пенсильвания), оппозиция прозвала его команду как «Список от Молли Магуайер».
В 1979 году, в ответ на ходатайство родственников Джона «Блек-Джека» Кихо и нескольких членов Пенсильванского общества истории профсоюзов, губернатор Пенсильвании Милтон Шапп посмертно даровал Кихо помилование. Шапп воздал почести Джону Кихо, заявив, что следует «гордиться людьми, известными как Молли Магуайер, поскольку они непреклонно встречали нападки, призванные представить профсоюзное движение как преступный заговор».

## Отражение в искусстве
На истории Молли Магуайер частично основывается сюжет повести Конан Дойла «Долина ужаса».
В 1970 году вышел художественный фильм «Молли Магуайерс», снятый по написанному в 1969 году роману Артура Льюиса. Главные роли в фильме исполнили Шон Коннери (Джон Кихо) и Ричард Харрис (Джеймс Макпарланд).
В эпизоде "Большой долины " 1965 года под названием «Наследие» Молли были изображены действующими на вымышленной шахте в Сьерре в 1870-х годах, когда ирландские шахтеры протестовали против использования китайских рабочих во время забастовки на шахте.
Джордж Корсон, фольклорист и журналист, написал несколько песен на эту тему, в том числе его композицию Minstrels of the Mine Patch , в которой есть раздел о Молли Магуайрс: «Угольная пыль на скрипке».
С 1909 по 1911 год, когда командой руководил Дикон Макгуайр, бейсбольную команду в Кливленде иногда называли «Кливленд Молли Магуайрс».
Ирландская народная группа The Dubliners исполнила песню под названием «Molly Maguires».
Первоначальное название шведской группы Molly, специализирующейся на ирландской музыке и ска, было «Molly Maguire».
Песня Irish Rovers «Lament for the Molly Maguires» входит в их альбом Upon a Shamrock Shore .
На Молли Магуайрс ссылается доктор Дональд «Даки» Маллард в эпизоде американского телесериала NCIS . Упоминание было сделано в 8-м эпизоде "Музыкальные стулья" 17-го сезона сериала.